# Бавлены (станция)
Бавлены — железнодорожная станция однопутной неэлектрифицированной линии Бельково-Иваново Ярославского региона Северной железной дороги, расположена в одноименном поселке Бавленского сельского поселения Кольчугинского района Владимирской области.
Железнодорожная станция имеет одну боковую низкую платформу. Есть здание вокзала, туалет.

## Коммерческие операции, выполняемые на станции
Приём и выдача повагонных отправок грузов, допускаемых к хранению на открытых площадках станций. Продажа билетов на все пассажирские поезда. Приём и выдача багажа не производятся.

## Дальнее сообщение
На станции Бавлены поезда дальнего следования остановок не имеют.

## Пригородное сообщение
На платформе имеет остановку пригородный поезд рельсовый автобус Иваново — Александров. По состоянию на май 2019 года — 1 пара поездов в сутки ежедневно; время движения от станции Александров составляет 1 час 44 минут по отдельным летним дням в расписании — 2 час 16 минут, до Александрова — 1 час 37 минута, от станции Иваново — 3 часа 30 минут, до станции Иваново — 2 часа 37 минуты ежедневно (2 часа 39 минут по отдельным летним дням в расписании).
- Расписание пригородных поездов. Яндекс.Расписания.